# Метрофил
Метрофил је особа чији је хоби изучавање метроа (подземне железнице).
Такви људи свој хоби везују за:
- посећивање и путовање многим метроима широм света;
- проналажење и посећивање скривених места у метроима;
- изучавање технологије, архитектуре и историје метро система;
- сакупљање материјала у вези с метроом, као што су мапе, планови, карте и сл.;
- промоцију метро система;
- пројектовање мрежа подземних железница за велике градове;
- дискусије и дружење са другим метрофилима;
- и генерално: писање, изучавање, предавање, фотографисање и размишљање о метроима.

Њујоршки метрофили се зову „фанови возова“. Неки од њих су формирали доброорганизоване лоби организације у вези са подземном железницом.